# Fórmula de Riemann-von Mangoldt
En teoría de números, la fórmula de Riemann–von Mangoldt, llamada así en honor a Bernhard Riemann y a Hans Carl Friedrich von Mangoldt, expresa que el número N(T) de ceros de la función zeta de Riemann con parte imaginaria mayor que 0 y menor o igual a T satisface
{\displaystyle N(T)={\frac {T}{2\pi }}\log {\frac {T}{2\pi }}-{\frac {T}{2\pi }}+O(\log {T}).}
La fórmula fue expresada por Riemann en su famoso artículo Sobre los números primos menores que una magnitud dada (1859) y demostrada por von Mangoldt en 1905.